# 광천

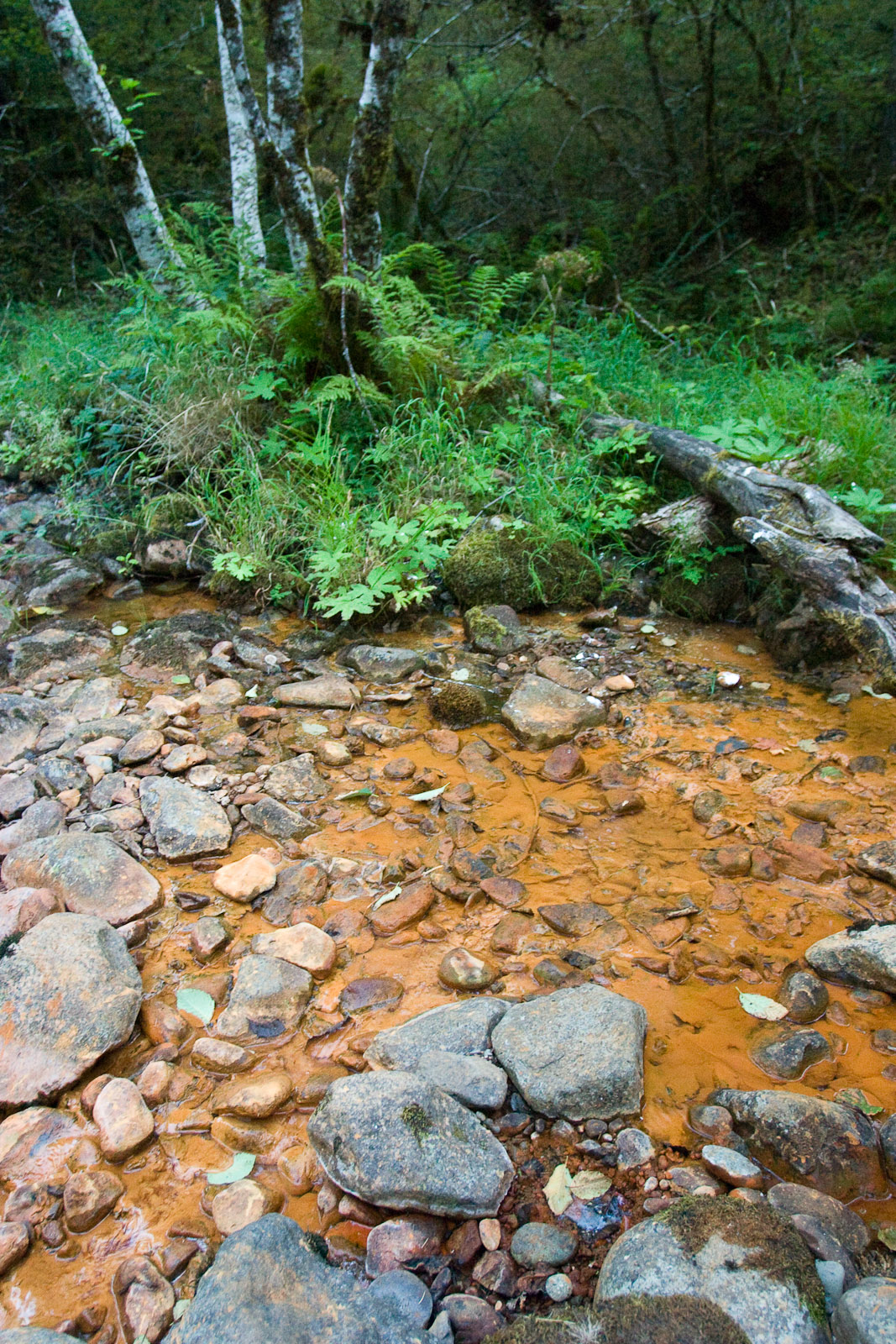
철분을 함유해서 붉은 빛을 띠는 광천.

광천(鑛泉, mineral spring)이란 광물질을 많이 함유한 샘을 일컫는다. 이 광물질로 인해 물맛이 독특해지거나 치료의 효과를 나타낸다고 알려져 있다. 샘물이 지하를 돌아다니는 동안 소금, 황화물, 각종 기체가 녹아들 수 있다.
광천에서 얻어진 광천수는 오랫동안 중요한 상업적 제품으로 취급받았다.